# 寿の日
『寿の日』（ことぶきのひ）は、TBSテレビ開局20周年記念番組として1975年4月6日に放送されたテレビドラマである。

## スタッフ
- 作：平岩弓枝
- プロデューサー：石井ふく子
- 音楽：佐良直美、小野崎公輔
- 技術：中島靖人
- 映像：浅利敏夫
- 照明：加藤静夫
- 音声：鈴木武夫
- デザイン：八木恵一
- 美術：矢郷進
- 音響効果：伴田六和
- タイトル：篠原榮太
- 演出：山本和夫

## 出演
- 畑亮太郎：尾上松緑
- 石川加江：若尾文子
- 芸者福松：杉村春子
- 岡野公平：船越英二
- 光子：沢田雅美
- 俊子：中田喜子
- 芸者小文：上村香子
- 吉木方子：萩尾みどり
- 新聞記者村井：森本レオ
- 司会者：鈴木治彦
- 芸者奴：市地洋子
- 畑典子：浅丘ルリ子
- 岡野久子：乙羽信子
- 田中章一：植木等
- 竹山志津子：香川京子
- 畑君子：音無美紀子
- 畑哲也：長谷川哲夫
- バーの女花子：加藤真知子
- バーの女みどり：松江美知子
- 牧師：岡村春彦
- キャメラマン：武田一彦
- マダムきよみ：奈良岡朋子
- 植木屋彦三：佐野浅夫
- 石川紀代子：吉永小百合
- 鶴岡光義：中村勘三郎（特別出演）

他
| スタブアイコン | サブスタブ | この項目は、まだ閲覧者の調べものの参照としては役立たない、テレビ番組に関連した書きかけの項目です。この項目を加筆・訂正などしてくださる協力者を求めています（P:テレビ/PJ:放送または配信の番組）。 |